# Silvestar (budvanski biskup)
Silvestar je bio prvi poznati biskup Budvanske biskupije. Spominje ga se kao posvetitelja crkve sv. Mihovila na rtu Mogrenu kod Budve.